# 업그레이드
업그레이드(upgrade)는 제품 등을 최신 버전의 동일 제품으로 교체하는 과정을 말한다. 컴퓨터나 소비자 가전 제품에서 업그레이드는 일반적으로 하드웨어, 소프트웨어 또는 펌웨어를 보다 나은 버전이나 최신형으로 교체하는 것을 말하는 것으로, 이는 시스템을 최신 버전으로 유지하거나 그 특성을 개선하기 위함이다.
이와 비슷한 용어로서 한국어 문맥에서 사용되는 옆그레이드라는 표현이 있는데, 이는 한국어 '옆'과 '업그레이드'를 합성한 것이며 별다르게 향상되지 않은 제품 성능과 기능에 디자인만 살짝 바꿔놓은 후속 제품을 비꼴 때 사용한다.

## 컴퓨터 및 소비자 가전제품
일반적인 하드웨어 업그레이드의 예로는 추가 메모리(RAM)를 설치하는 것, 더 큰 용량의 하드 디스크를 추가하는 것, CPU 또는 그래픽 카드를 교체하는 것, 그리고 새 버전의 소프트웨어를 설치하는 것 등이 있으며, 이 외에도 다른 많은 종류의 업그레이드가 가능하다.
일반적인 소프트웨어 업그레이드는 Office 제품군이나 안티 바이러스 프로그램, 기타 다양한 도구(tool)들의 운영 체제 버전을 교체하는 것 등이 있으며, 펌웨어 업그레이드의 경우는 아이팟 컨트롤 메뉴, X박스 360 대시보드, 또는 전자기기를 위한 임베디드 운영 체제를 포함하고 있는 비휘발성 플래시 메모리 등의 업데이트 등이 있다.
사용자는 인터넷에서 소프트웨어 및 펌웨어 업그레이드를 다운로드 할 수 있는데, 종종 패치 형태의 다운로드가 제공되며 이는 소프트웨어의 새로운 전체 버전이 아닌 필요한 변경사항만 반영되도록 하는 작업이다. 소프트웨어 패치는 보통 기능의 향상이나 보안 문제의 해결에 그 출시 목표를 둔다. 때로는 급하게 만든 패치의 경우 이득보다 피해가 클 수 있기 때문에 출시 직후 회의적인 반응을 얻기도 한다. ("리스크" 참조) 패치는 일반적으로 무료로 제공된다.
소프트웨어 또는 펌웨어 업그레이드에는 메이저 및 마이너 유형이 있으며, 출시 버전에 따라 코드번호가 붙게 된다. 마이너 업그레이드의 경우 종종 "0.01", "0.02", "0.03" 등을 추가하는 반면, 메이저 업그레이드는 버전 번호를 변경하게 된다. 예를 들어 "버전 10.03"은 "버전 10"의 세 번째 마이너 업그레이드가 된다. 상용 소프트웨어에서 마이너 업그레이드(또는 업데이트)는 일반적으로 무료이나, 메이저 버전은 구입해야 한다.

## 리스크
개발자는 일반적으로 제품을 개선하고자 업그레이드를 개발하지만, 오히려 업그레이드가 제품의 성능을 악화시킬 위험성이 존재한다.
하드웨어 업그레이드를 하면 새 하드웨어가 시스템의 다른 하드웨어 부분들과 호환되지 않을 위험이 있다. 예를 들어, 업그레이드 된 RAM은 기존의 RAM과 호환되지 않을 수 있다. 다른 하드웨어 구성 요소들의 경우에도, 업그레이드 및 다운그레이드 후 운영 체제에서 새로운 하드웨어를 위한 드라이버가 없어 호환되지 않을 수 있다. 반대로, 소프트웨어를 업그레이드 하거나 다운그레이드 할 경우에도 이전에 잘 동작하던 하드웨와와 호환되지 않아 더 이상 동작을 하지 않을 수도 있다.
소프트웨어 업그레이드는 새 버전(또는 패치)이 특정 방식으로 프로그램의 오작동을 일으키는 버그를 포함하거나 혹은 전혀 작동하지 않을 위험을 초래하기도 한다. 예를 들어, 2005년 10월 소프트웨어 업그레이드에서의 작은 결함은 거의 하루 종일 도쿄 증권 거래소를 셧다운 시켰다. 또한 인터넷 상의 간단한 프리웨어부터 정부의 중요한 시스템까지, 모든 소프트웨어에 대해서 이와 비슷한 사고가 발생한 경우도 있었다.
업그레이드는 사용자의 주관적인 측면에서도 제품 사용을 악화시킬 수 있다. 새로운 버전의 기능이 설계된 대로 완벽하게 동작하더라도 어떤 사용자는 이전 버전을 더 선호 할 수도 있다. 소프트웨어 업데이트는 마케팅 및 저작권을 이유로 기존 기능을 제거함에 따라, 사용자 입장에서는 다운그레이드로 느껴질 수 있다.

## 같이 보기
- Adaptation kit upgrade (AKU)
- 어드밴스트 패키징 툴 (Advanced Packaging Tool, APT)
- 매킨토시 프로세서 업그레이드 카드 (Macintosh Processor Upgrade Card)
- 소스 업그레이드 (Source upgrade)
- 윈도 애니타임 업그레이드 (Windows Anytime Upgrade, WAU)
- Yellow dog Updater, Modified (YUM)